# Rue Richard-Lenoir
La rue Richard-Lenoir est une voie du 11e arrondissement de Paris, en France.

## Situation et accès
La rue Richard-Lenoir est une voie publique située dans le 11e arrondissement de Paris. Elle débute au 91, rue de Charonne et se termine au 132, boulevard Voltaire.

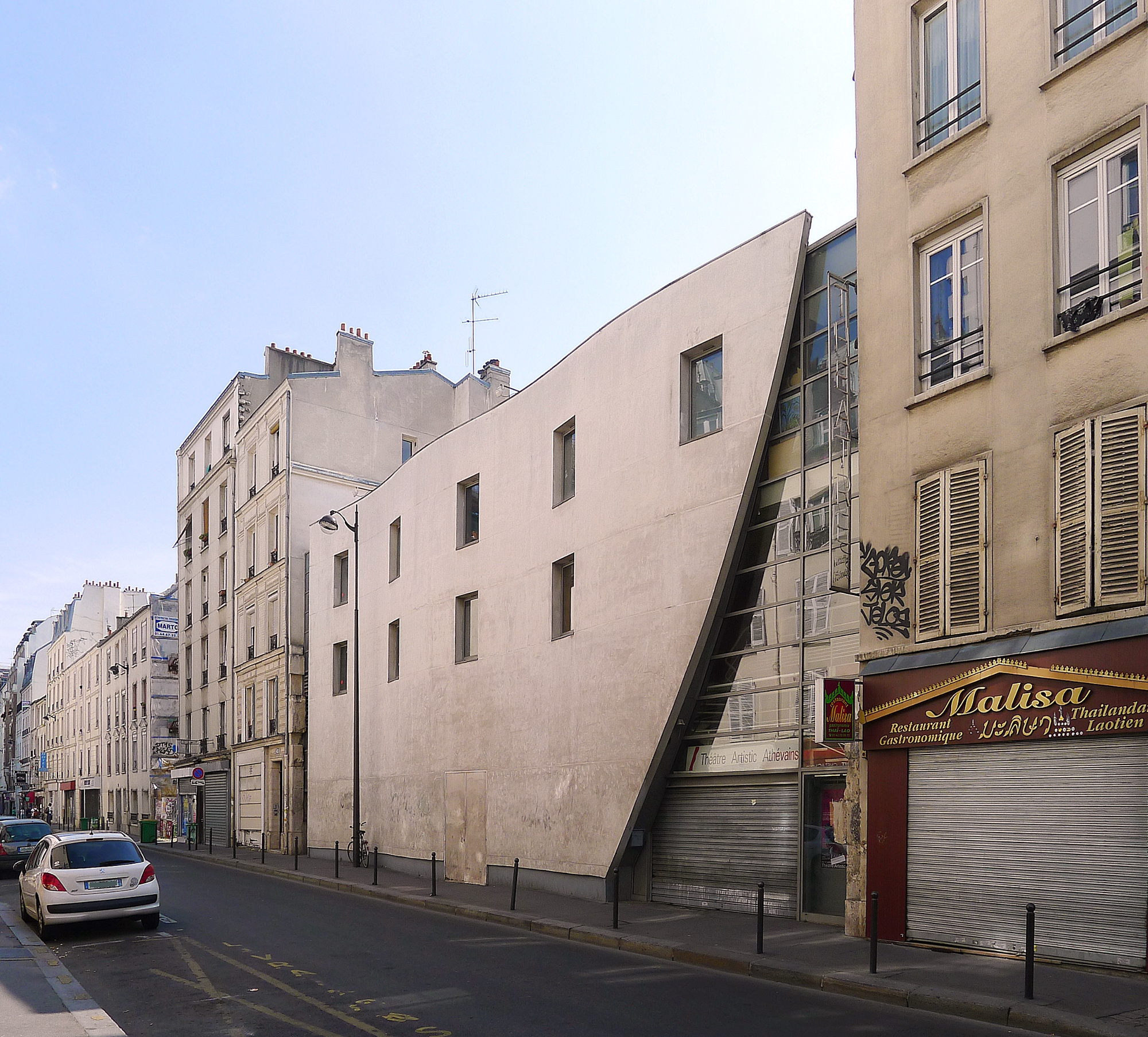
No 45 bis : théâtre Artistic Athévains.

## Origine du nom
La rue est nommée en l’honneur de l’industriel François Richard (1765-1839), manufacturier d’étoffes, qui modifia son nom pour y rajouter une partie de celui de son associé décédé, Joseph Lenoir-Dufresne (1768-1806), devenant ainsi « François Richard-Lenoir ».

## Historique
Cette rue a été ouverte en 1850 et cédée à la Ville de Paris par Mme veuve Ledru-Rollin qui était propriétaire du couvent de Notre-Dame de Bon Secours, réquisitionné par le ministère de la Guerre, où François Richard et Joseph Lenoir-Dufresne avaient installé leurs métiers à tisser à la fin du XVIIIe siècle.
Dans l'œuvre de Simenon, le commissaire Maigret habite au 118 rue Richard-Lenoir.

## Bâtiments remarquables et lieux de mémoire
- Le gymnase Japy

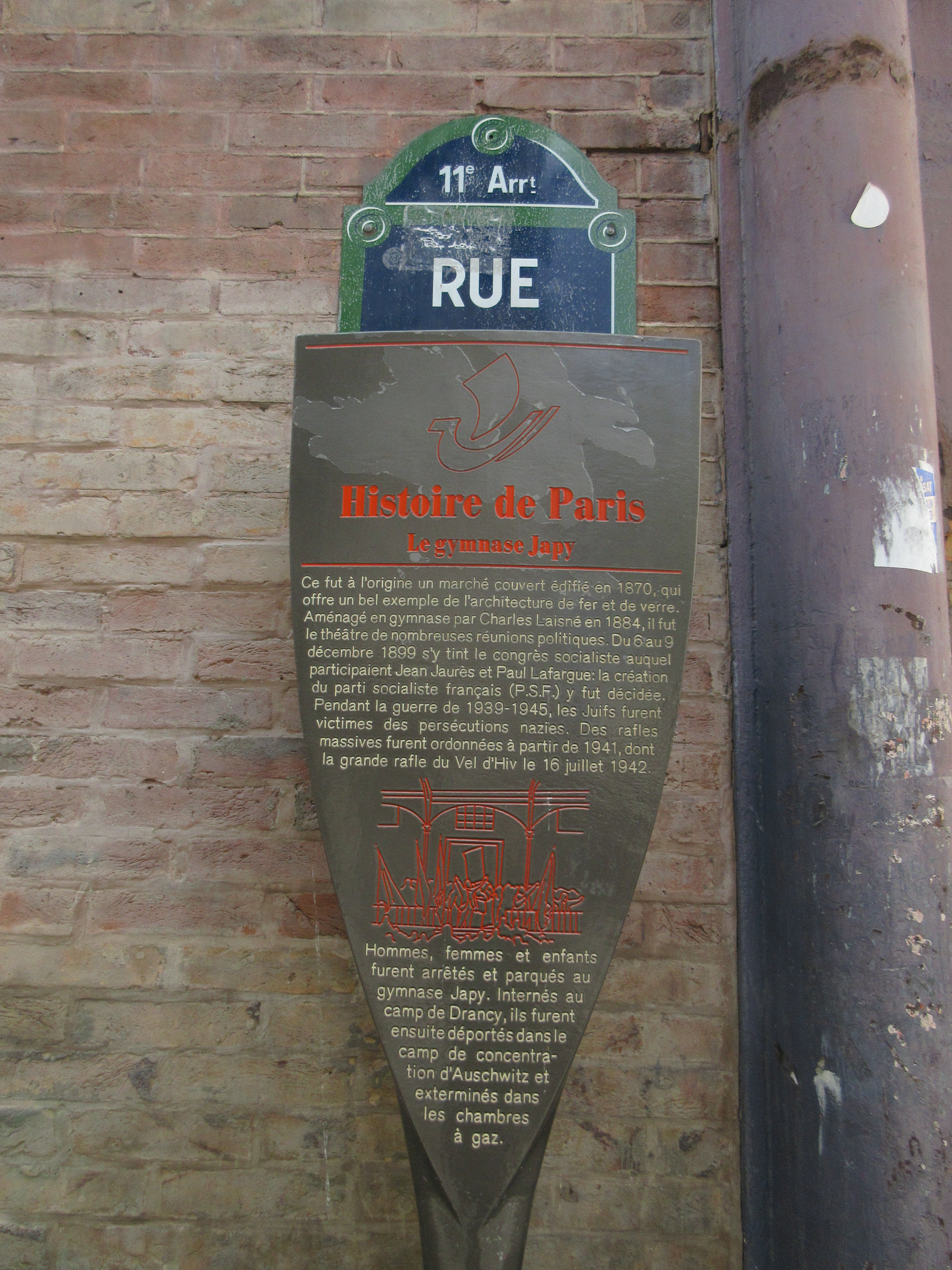
Panneau Histoire de Paris « Le gymnase Japy »